# Antonio Lonardi
Antonio Lonardi (San Michele Extra, 26 dicembre 1936 – Verona, 7 settembre 2018) è stato un allenatore di calcio e calciatore italiano, di ruolo portiere.

## Carriera

### Giocatore
Esordisce nella stagione 1956-1957 con la maglia del Como, in Serie B, dove rimane per cinque stagioni.
Nel 1961 passa al Varese, dove è tra i protagonisti della doppia promozione dei lombardi dalla Serie C alla Serie A nel 1964. Con i lombardi esordisce in Serie A nella stagione 1964-1965, nell'incontro del 13 settembre 1964 che vide i varesini pareggiare in casa per 0 a 0 contro l'Inter.
Ottiene dei successi anche nelle annate successive con le maglie di Bari, di nuovo Como e Genoa, fino al ritiro, ultraquarantenne, nel 1977.
In carriera vanta 33 presenze in Serie A, 228 presenze in Serie B e 7 campionati vinti, che corrispondono a 7 promozioni: 4 dalla C alla B, 3 dalla B alla A. Questo dato fa di Antonio Lonardi il giocatore che ha conquistato più promozioni nella storia del calcio italiano.
Detiene tuttora anche il record di imbattibilità con la maglia del Como: 1008 minuti, nel campionato 1967-1968.

### Allenatore
Inizia ad allenare i portieri del Genoa durante la sua ultima stagione da calciatore, quando ricopre il ruolo di terzo portiere.
Nella stagione 1979-1980 assume il ruolo di allenatore in seconda di Alfredo Magni al Monza.
Dal 1981 al 1987 è il braccio destro di Osvaldo Bagnoli al Verona, dove vincera lo Scudetto nella stagione 1984-1985. Manterrà il medesimo incarico dal 1990 al 1992, per poi dedicarsi esclusivamente alla preparazione dei portieri nella stagione 1992-1993.

## Palmarès

### Club

#### Competizioni nazionali
- Campionato italiano di Serie B: 3

Varese: 1963-1964
Genoa: 1972-1973, 1975-1976
- Campionato italiano Serie C: 4

Varese: 1962-1963
Bari: 1966-1967
Como: 1967-1968
Genoa: 1970-1971